# Peperomia rosea
Peperomia rosea är en pepparväxtart som beskrevs av William Trelease. Peperomia rosea ingår i släktet peperomior, och familjen pepparväxter. Inga underarter finns listade i Catalogue of Life.